# Maria José Marques da Silva
Maria José Marques da Silva (Oporto, 1914-ibídem, 1996) fue una arquitecta portuguesa que diseñó edificios en Oporto. En 1943 se convirtió en la primera mujer licenciada en arquitectura por la Escuela de Bellas artes de Oporto y la segunda de todo Portugal, por detrás de Maria José Estanco que lo consiguió un año antes en Lisboa.

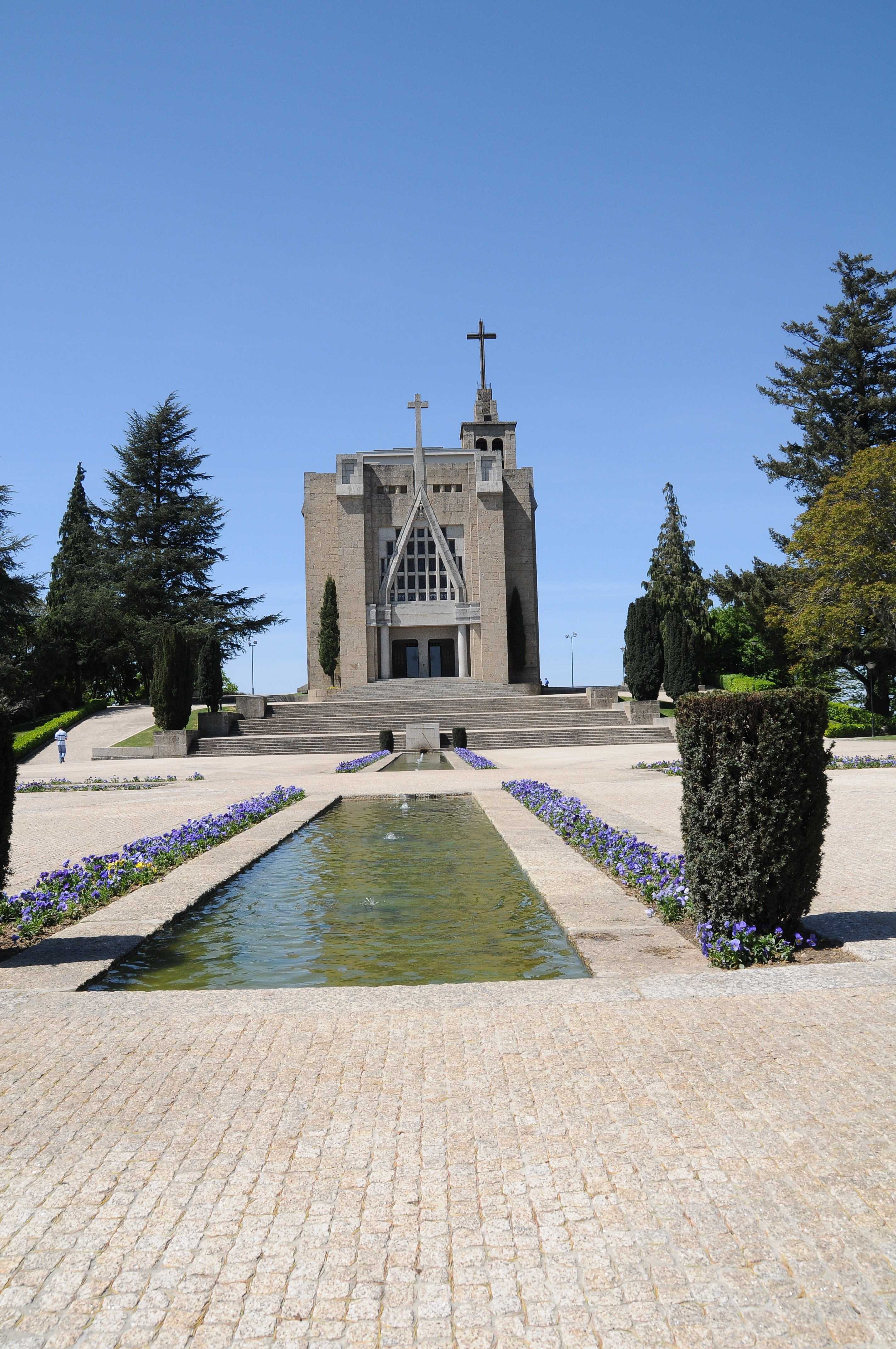
El Santuario de Penha, en Guimarães

## Biografía
Maria José empezó a trabajar en la oficina de su padre, José Marques da Silva. En 1943 contrajo matrimonio con el también arquitecto David Moreira da Silva. Juntos abrieron su propia oficina, diseñando edificios y participando en la planificación urbanística de la ciudad mientras completaban trabajos iniciados por Marques da Silva. Sus principales diseños incluyen el Palácio do Comércio (1946), el Trabalho e Reforma (1953) y la Torre Miradouro (1969), todos en Oporto. También llevaron a cabo varios proyectos para la iglesia como la conclusión del Santuario de Penha en la iglesia de San Torcuato en Guimarães.
En los años 1970 la pareja pasó a dedicarse a la agricultura, pero Maria José Marques da Silva continuó participando en la administración de la Asociación de Arquitectos portugueses, organizando su 40.º Congreso en 1986. Al final de su vida, trabajó por el legado de su padre. En sus últimas voluntades legó fondos para constituir el Instituto José Marques da Silva en la Universidad de Oporto.